# Cortinarius olearioides
Cortinarius olearioides Rob. Henry – gatunek grzybów należący do rodziny zasłonakowatych (Cortinariaceae).

## Systematyka i nazewnictwo
Pozycja w klasyfikacji według Index Fungorum: Cortinarius, Cortinariaceae, Agaricales, Agaricomycetidae, Agaricomycetes, Agaricomycotina, Basidiomycota, Fungi.

## Występowanie i siedlisko
Występuje w Ameryce Północnej i Europie, w tym w Polsce.